# Siedlung Friedrichshof

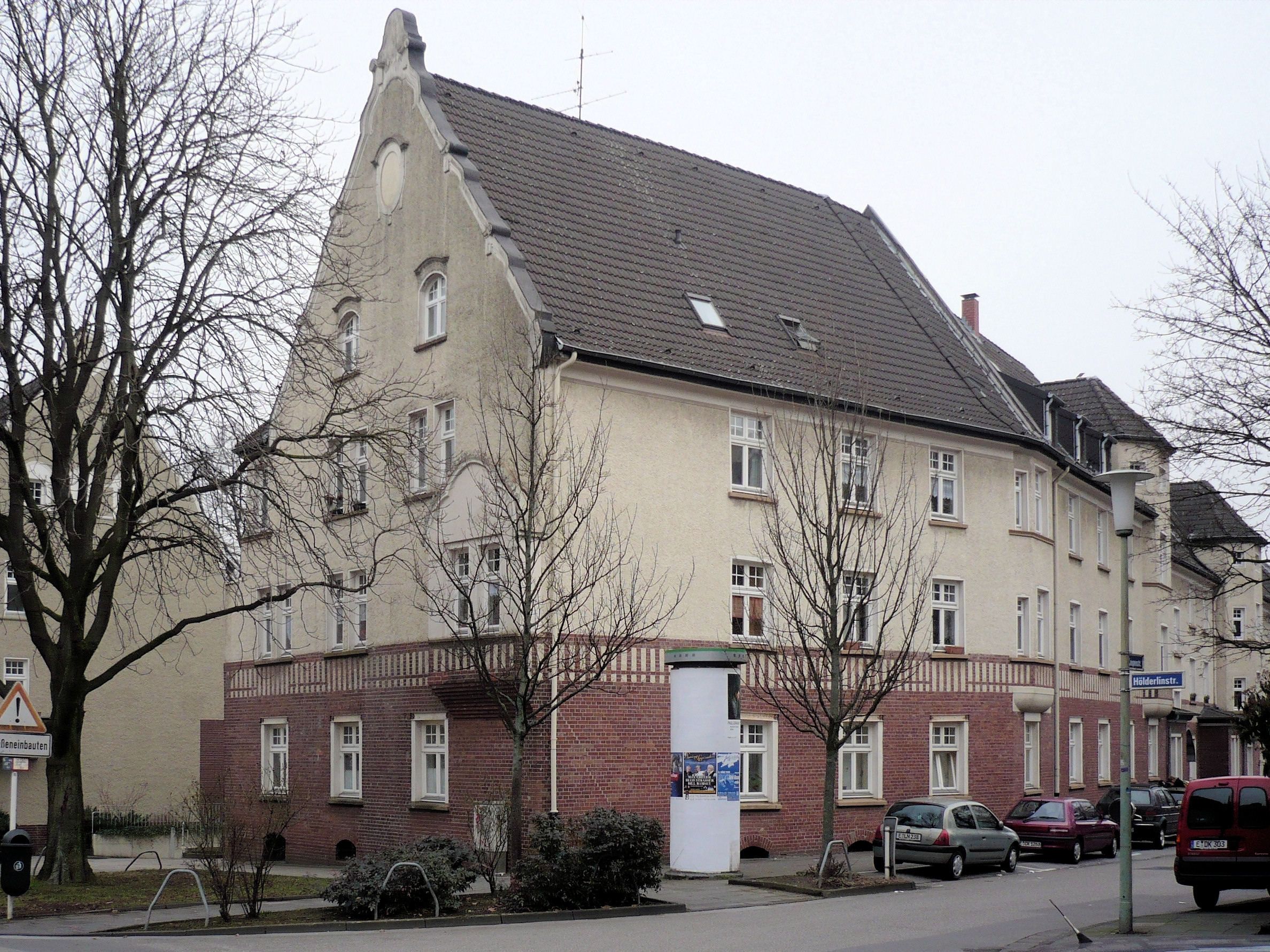
Siedlung Friedrichshof Ecke Hölderlinstraße/Kaupenstraße (2009)

Die Siedlung Friedrichshof, benannt nach dem Industriellen Friedrich Alfred Krupp (1854–1902), ist eine in Teilen erhaltene Arbeitersiedlung für Arbeiter der ehemaligen Krupp-Gussstahlfabrik in Essen. Teils in den Stadtteilen Holsterhausen und Südviertel gelegen, gehört sie heute zur Route der Industriekultur.

## Geschichte und Architektur
Friedrich Alfred Krupp griff den kruppschen Wohnungsbau in den 1890er Jahren wieder auf, der unter seinem Vater Alfred Krupp (1812–1887) um 1860 begann und aus Finanznot 1874 eingestellt worden war. Alfred Krupp ließ bis dahin die Meisterhäuser sowie die Arbeiterkolonien Westend, Kronenberg, Nordhof, Baumhof und Schederhof errichten. Unter seinem Sohn Friedrich Alfred entstanden die Siedlungen Alfredshof, Altenhof und hier Friedrichshof.
Im ersten Bauabschnitt der Arbeitersiedlung Friedrichshof wurden in den Jahren 1899 und 1900 zunächst 200 Wohnungen errichtet. Die Architektur war von Fachwerk, Gauben und Walmdächern geprägt. Teile davon sind noch an der Hölderlinstraße/Kaupenstraße erhalten. In den Jahren 1904 bis 1906 wurde die Siedlung nach außen hin mit langen Wohnblöcken, oft U-förmig um einen Hof angeordnet, erweitert.
Auf einem zentralen 2,64 Hektar großen Gebiet in städtischer Umgebung entstand die überwiegend geschlossene, dreigeschossige Siedlung mit insgesamt rund 525 Wohnungen. Eine großzügige und lockere Bauweise, wie in anderen Kruppkolonien, beispielsweise dem Altenhof, war daher kaum möglich. Dennoch waren geschützte, geräumige Höfe mit Kinderspielplätzen und Gemeinschaftsgärten eingerichtet worden. Die Wohnungen waren der Zeit entsprechend komfortabel, mit Wohnküche, Speisekammer, Speiseschrank und Toiletten ausgestattet und zum Treppenhaus hin abgeschlossen. Die Häuser waren so angeordnet, dass sie ausreichend von Sonnenlicht durchflutet werden sollten. Anhand dieser Besonderheiten sollte es den Bewohnern möglich sein, sich mit ihrer Wohnung und der Siedlung identifizieren zu können. Sie sollen den Menschen Ruhe, Zurückgezogenheit, Erholung und die Fixierung auf innerfamiliäre Probleme ermöglichen, wie es Alfred Krupp in seinem Wort an die Angehörigen meiner gewerblichen Anlagen einmal ausdrückte. Zu den Gemeinschaftseinrichtungen gehörten eine Badeanstalt, eine Lesehalle, ein Konsum und eine Wirtschaft mit Biergarten.

## Bildergalerie

### Historische Bilder

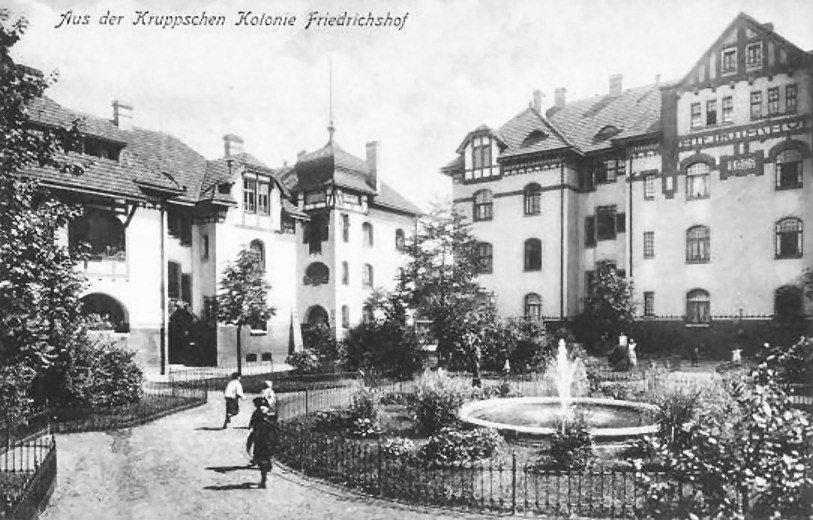
Erster Bauabschnitt um 1900
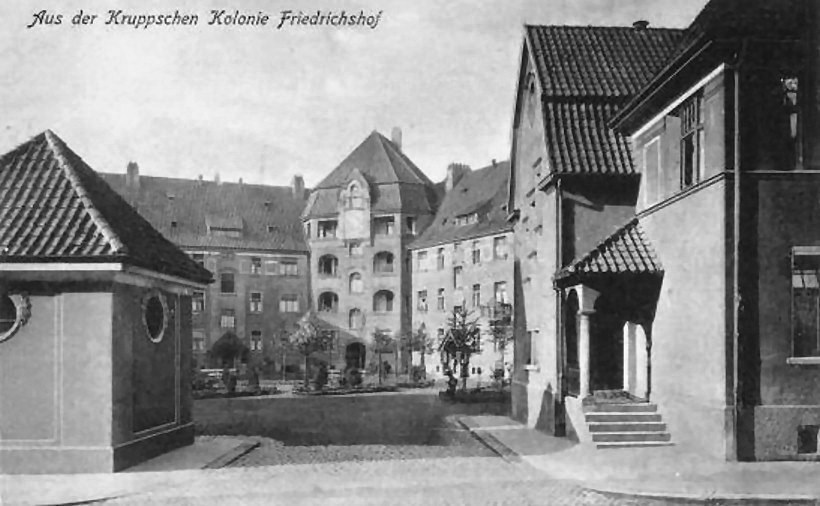
Zweiter Bauabschnitt nach 1906
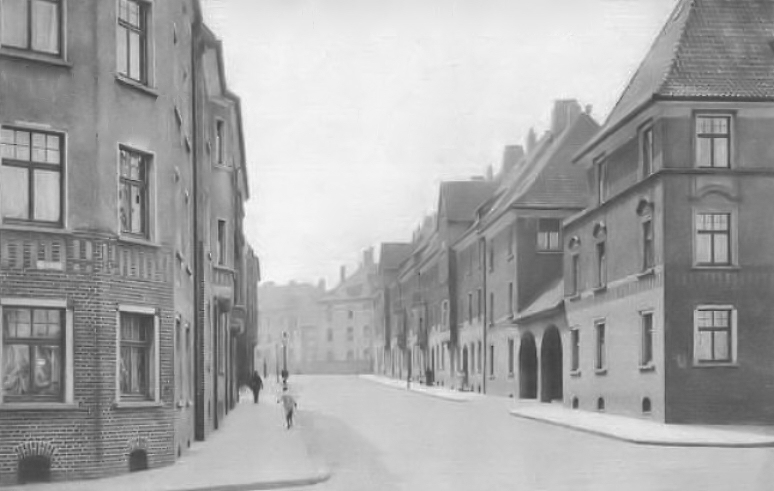
Friedrichshof um 1908

### Friedrichshof heute

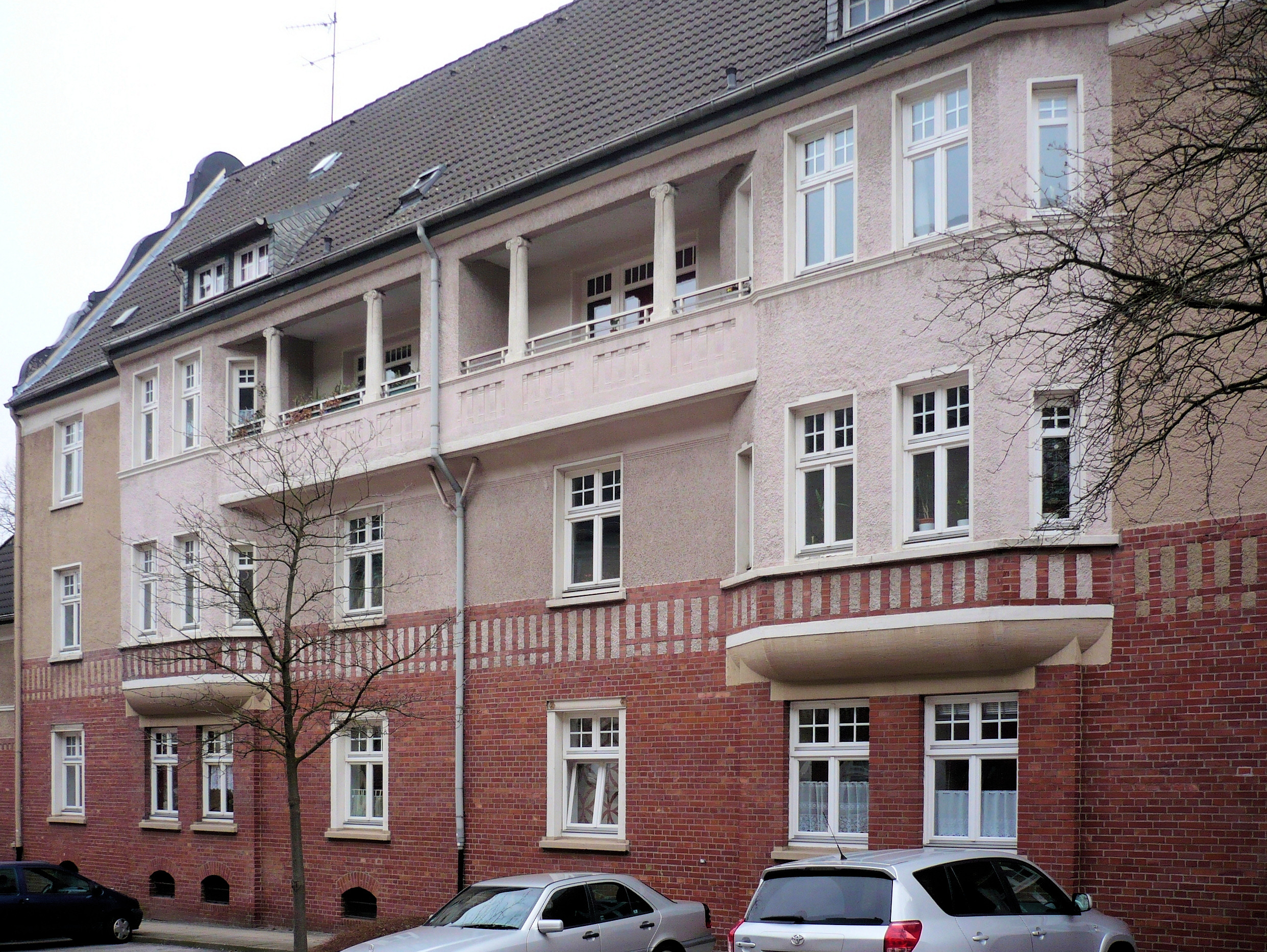
Fassade an der Hölderlinstraße 2009
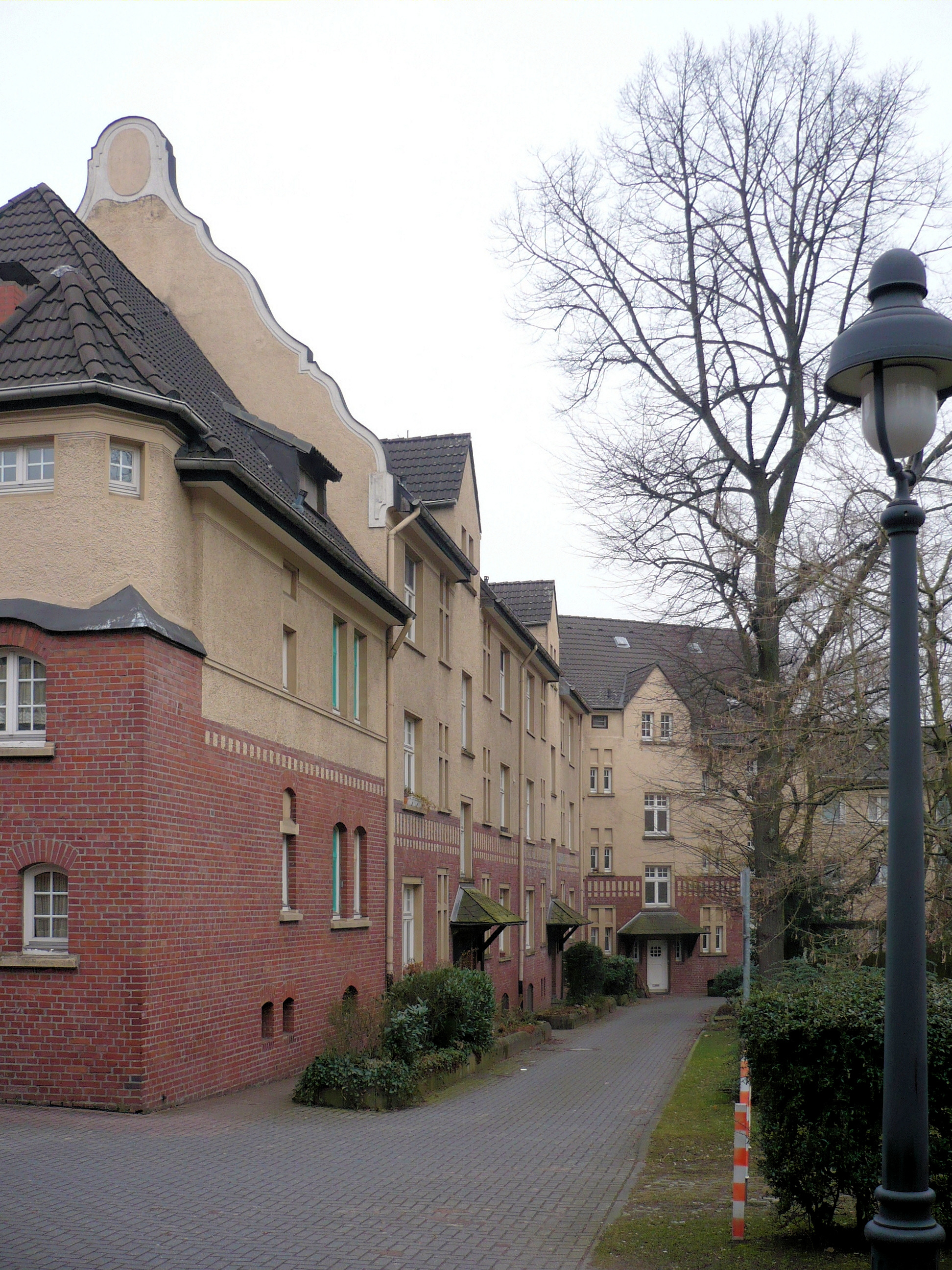
Innenhof Hölderlinstraße 2009
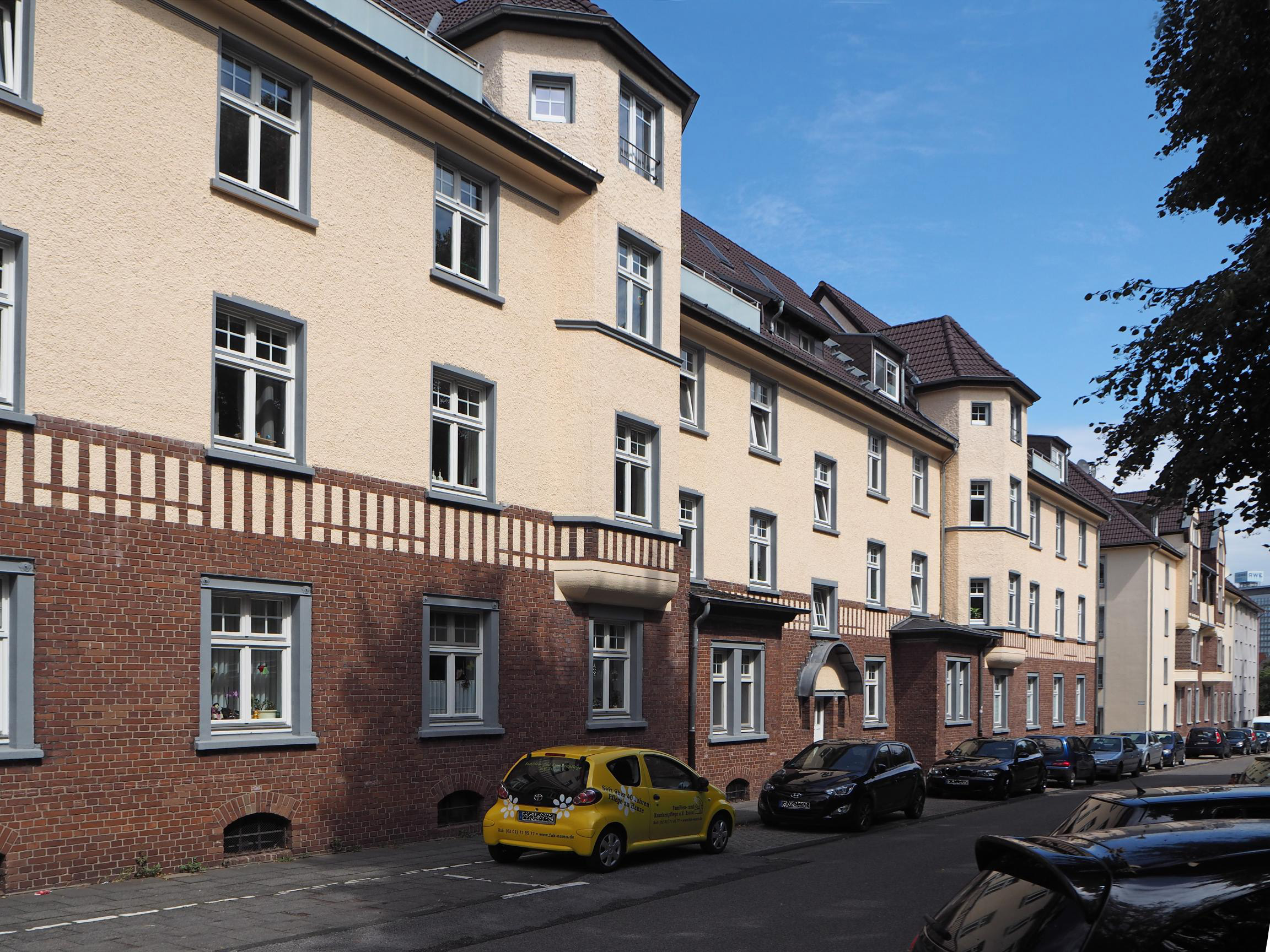
Fassade an der Kaupenstraße 2016